# Al-Miqdad ibn Amr
Al-Miqdad ibn Amr al-Bahraní (àrab: المقداد بن عمرو البهراني, al-Miqdād b. ʿAmr al-Bahrānī) o al-Miqdad ibn al-Àswad al-Kindí (àrab: المقداد بن الأسود الكندي, al-Miqdād b. al-Aswad al-Kindī) (regne de Kinda, c. 585 - Medina, ?) fou un company del profeta Muhàmmad, de la tribu Bahra, però nascut entre els Kinda, on el seu pare estava refugiat, vers el 585. La nisba al-Bahraní li ve justament d'aquella tribu, mentre al-Kindí prové de la segona.
Va fugir del territori Kinda per un conflicte i es va retirar a la Meca. Fou un dels set primers que va professar l'islam. Va combatre a la batalla de Badr. Ja mort el Profeta, se l'esmenta amb relació a la conquesta de Homs i, més tard, també amb relació a la conquesta d'Egipte. Mort el califa Úmar, va dirigir el cos electoral que va designar el seu successor, tot essent partidari d'Ali ibn Abi-Tàlib. Va morir a Medina.